# Oenothalia nigriceps
Oenothalia nigriceps är en fjärilsart som beskrevs av W. Warren 1907. Oenothalia nigriceps ingår i släktet Oenothalia och familjen mätare. Inga underarter finns listade i Catalogue of Life.